# Доктор Ху (9. сезона)
Девета сезона британске научнофантастичне телевизијске серије Доктор Ху је почела 1. јануара 1972. епизодом Дан Далека (1. део), а завршила се епизодом Временско чудовиште (6. део). Ово је трећа сезона Трећег Доктора кога игра Џон Пертви као и трећа коју је продуцирао Бери Летс, а сценарио уредио Теренс Дикс.

## Улоге

### Главне
- Џон Пертви као Трећи Доктор
- Кети Менинг као Џо Грант

Џон Пертви наставља своју улогу Трећег Доктора као и Кети Менинг која игра Џо Грант.

### Епизодне
- Николас Кортни као Бригадир Летбриџ-Стјуарт (епизоде 1−2, 4, 21−24, 26)
- Ричард Френклин као Капетан Мајк Јејтс (епизоде 1−2, 4, 21−24)
- Џон Левен као Наредник Бентон (епизоде 1−2, 4, 21−24, 26)
- Роџер Делгадо као Господар (епизоде 9−14, 21−26)

Николас Кортни, Џон Левен и Ричард Френклин настављају са својим улогама бригадира Летбриџ-Стјуарта, наредника Бентона и капетана Мајка Јејтса.
Роџер Делгадо се вратио да игра Господара у Морским ђаволима и Временском чудовишту.

## Епизоде
Први серијал, Дан Далека, означио је повратак Далека по први пут од серијала из четврте сезоне Зло Далека 1967. Ово је такође био први пут да су Далеци виђени у боји у телевизијској серији (виђени су у боји само у два филма са Питером Кашингом у главној улози снимљеним средином 1960-их).
| Бр. еп. (укупно) | Бр. еп. (у сезони) | Наслов                          | Редитељ          | Сценариста               | Премијера         | Гледаност у Британији (милиони) |
| --- | ------------------ | ------------------------------- | ---------------- | ------------------------ | ----------------- | ------------------------------- |
| 304 | 1                  | "Дан Далека (1. део)"           | Пол Бернард      | Луис Маркс               | 1. јануар 1972.   | 9.80                            |
| Када је неко покушао да убије дипломату сер Реџиналда Стајлса, ОЈУН истражује могућност да је његов нападач дошао из будућности. |                    |                                 |                  |                          |                   |                                 |
| 305 | 2                  | "Дан Далека (2. део)"           | Пол Бернард      | Луис Маркс               | 8. јануар 1972.   | 10.40                           |
| Џо користи времеплов герилаца да отпутује у 22. век где ју је Контролор преварио да каже Далецима одакле долази. |                    |                                 |                  |                          |                   |                                 |
| 306 | 3                  | "Дан Далека (3. део)"           | Пол Бернард      | Луис Маркс               | 15. јануар 1972.  | 9.10                            |
| Доктор приморава герилце да га одведу у 22. век где га убрзо хвата Контролор. |                    |                                 |                  |                          |                   |                                 |
| 307 | 4                  | "Дан Далека (4. део)"           | Пол Бернард      | Луис Маркс               | 22. јануар 1972.  | 9.10                            |
| Герилци се убацују у базу Далека да спасу Доктора и Џо и траже од њих да се врате у своје време и промене историју пре него што 20. век буде уроњен у Трећи светски рат. |                    |                                 |                  |                          |                   |                                 |
| 308 | 5                  | "Проклетство Пеладона (1. део)" | Лени Мејн        | Брајан Хејлс             | 29. јануар 1972.  | 10.30                           |
| Доктор и Џо стижу на средњовековну планету Пеладон где су за њега мислили да је земаљски изасланик Галактичког савеза, а за Џо да је принцеза. Доктор открива заверу док разоткрива злу шему првосвештеника Хепеша који покушава да спречи краља Пеладона да се придружи Галактичком савезу. |                    |                                 |                  |                          |                   |                                 |
| 309 | 6                  | "Проклетство Пеладона (2. део)" | Лени Мејн        | Брајан Хејлс             | 5. фебруар 1972.  | 11.00                           |
| Доктор је уверен да Ледени ратници покушавају да минирају скуп, али његови покушаји да то докаже доводе га до оптужбе за светогрђе. |                    |                                 |                  |                          |                   |                                 |
| 310 | 7                  | "Проклетство Пеладона (3. део)" | Лени Мејн        | Брајан Хејлс             | 12. фебруар 1972. | 7.80                            |
| Доктор је осуђен да се бори против Груна до смрти, а његов покушај бекства доводи до сусрета са Агедором. |                    |                                 |                  |                          |                   |                                 |
| 311 | 8                  | "Проклетство Пеладона (4. део)" | Лени Мејн        | Брајан Хејлс             | 19. фебруар 1972. | 8.40                            |
| Хепешов план је разоткривен, али он је и даље одлучан да спречи Пеладона да се придружи Галактичком савезу водећи побуну против краља. |                    |                                 |                  |                          |                   |                                 |
| 312 | 9                  | "Морски ђаволи (1. део)"        | Мајкл Е. Брајант | Малколм Хулк             | 26. фебруар 1972. | 6.40                            |
| Доктор и Џо посећују Господара у његовом острвском затвору где Доктор постаје радознао око бројних бродова који тону у том подручју. |                    |                                 |                  |                          |                   |                                 |
| 313 | 10                 | "Морски ђаволи (2. део)"        | Мајкл Е. Брајант | Малколм Хулк             | 4. март 1972.     | 9.70                            |
| Доктор и Џо су заробљени у тврђави од стране Морског ђавола док Господар убеђује Тренчарда да му помогне да украде неке електронске компоненте. |                    |                                 |                  |                          |                   |                                 |
| 314 | 11                 | "Морски ђаволи (3. део)"        | Мајкл Е. Брајант | Малколм Хулк             | 11. март 1972.    | 8.30                            |
| Тренчард држи Доктора у заробљеништву док Господар покушава да ступи у спој са Морским ђаволима. |                    |                                 |                  |                          |                   |                                 |
| 315 | 12                 | "Морски ђаволи (4. део)"        | Мајкл Е. Брајант | Малколм Хулк             | 18. март 1972.    | 7.80                            |
| Морски ђаволи нападају острвски затвор и спасавају Господара што је навело Доктора да се упусти под воду да покуша да их контактира. |                    |                                 |                  |                          |                   |                                 |
| 316 | 13                 | "Морски ђаволи (5. део)"        | Мајкл Е. Брајант | Малколм Хулк             | 25. март 1972.    | 8.30                            |
| Доктор је одведен у подводну колонију Морских ђавола где покушава да се помири са створењима, али је морнарица напала базу. |                    |                                 |                  |                          |                   |                                 |
| 317 | 14                 | "Морски ђаволи (6. део)"        | Мајкл Е. Брајант | Малколм Хулк             | 1. април 1972.    | 8.50                            |
| Морски ђаволи преузимају поморску базу и Доктор је приморан да помогне Господару да пронађе начин да оживи њихову колонију. |                    |                                 |                  |                          |                   |                                 |
| 318 | 15                 | "Мутанти (1. део)"              | Кристофер Бери   | Боб Бејкер и Дејв Мартин | 8. април 1972.    | 9.10                            |
| Доктор и Џо стижу на планету Солос по задатку Господара времена. Доктор и Џо сазнају да староседеоци Солонијанци мутирају у мутантна бића налик мравима и откривају заверу у којој зли маршал Царства Земље планира да сам влада Солосом и планира да претвори атмосферу Солоса, пошто је атмосфера планете отровна, тако да планету могу колонизовати људи. Он планира да збрише све мутиране Солоњане који еволуирају у напреднан супер род. |                    |                                 |                  |                          |                   |                                 |
| 319 | 16                 | "Мутанти (2. део)"              | Кристофер Бери   | Боб Бејкер и Дејв Мартин | 15. април 1972.   | 7.80                            |
| Кај пребацује себе и Џо до Солоса и маршал пристаје да јој помогне само ако Доктор помогне професору Јегеру да промени Солосову атмосферу. |                    |                                 |                  |                          |                   |                                 |
| 320 | 17                 | "Мутанти (3. део)"              | Кристофер Бери   | Боб Бејкер и Дејв Мартин | 22. април 1972.   | 7.90                            |
| Доктор и Варан путују до Солоса у потрази за Џоом и Кијем, али маршал наређује својим људима да их прогоне. |                    |                                 |                  |                          |                   |                                 |
| 321 | 18                 | "Мутанти (4. део)"              | Кристофер Бери   | Боб Бејкер и Дејв Мартин | 29. април 1972.   | 7.50                            |
| Доктора и његове пријатеље на сигурно води професор Сондергард који покушава да помогне Доктору да преведе таблете. |                    |                                 |                  |                          |                   |                                 |
| 322 | 19                 | "Мутанти (5. део)"              | Кристофер Бери   | Боб Бејкер и Дејв Мартин | 6. мај 1972.      | 7.90                            |
| Маршалово прерано коришћење Јегеровог огледа прети да уништи Солосову атмосферу и Доктор се враћа у Небеску базу да покуша да исправи штету. |                    |                                 |                  |                          |                   |                                 |
| 323 | 20                 | "Мутанти (6. део)"              | Кристофер Бери   | Боб Бејкер и Дејв Мартин | 13. мај 1972.     | 6.50                            |
| Доктор је приморан да помогне маршалу да прикрије своје поступке са истражитељем, а Џо и остали покушавају да побегну да би га разоткрили. |                    |                                 |                  |                          |                   |                                 |
| 324 | 21                 | "Временско чудовиште (1. део)"  | Пол Бернард      | Роберт Сломан            | 20. мај 1972.     | 7.60                            |
| ОЈУН је позван да посматрају демонстрацију нове ТОМТИТ машине, несвесни да је њен творац, професор Таскалес, заправо Господар. |                    |                                 |                  |                          |                   |                                 |
| 325 | 22                 | "Временско чудовиште (2. део)"  | Пол Бернард      | Роберт Сломан            | 27. мај 1972.     | 7.40                            |
| Доктор схвата да Господар покушава да искористи моћ Кроноса, последњег од Хроновореса, али није свестан да га Персивал скрива у институту. |                    |                                 |                  |                          |                   |                                 |
| 326 | 23                 | "Временско чудовиште (3. део)"  | Пол Бернард      | Роберт Сломан            | 3. јун 1972.      | 8.10                            |
| Господар тражи помоћ Красиса да контролише Кроноса док Јејтс покушава да доведе ТАРДИС у институт, али га нападају опасности из прошлости. |                    |                                 |                  |                          |                   |                                 |
| 327 | 24                 | "Временско чудовиште (4. део)"  | Пол Бернард      | Роберт Сломан            | 10. јун 1972.     | 7.60                            |
| Господар се спрема да отпутује назад у Атлантиду, али Доктор повезује свој ТАРДИС са Господаровим да би покушао да га заустави. |                    |                                 |                  |                          |                   |                                 |
| 328 | 25                 | "Временско чудовиште (5. део)"  | Пол Бернард      | Роберт Сломан            | 17. јун 1972.     | 6.00                            |
| Оба ТАРДИС-а стижу до Атлантиде где се Доктор спријатељује с краљем Далиосом док Господар тражи помоћ краљице Галеје да покуша да добије Кроносов кристал. |                    |                                 |                  |                          |                   |                                 |
| 329 | 26                 | "Временско чудовиште (6. део)"  | Пол Бернард      | Роберт Сломан            | 24. јун 1972.     | 7.60                            |
| Доктор улази у лавиринт да покуша да заштити Џо од минотаура, али Господар је преузео контролу над Атлантидом и спрема се да поново позове Кроноса. |                    |                                 |                  |                          |                   |                                 |